# 高林譲司
高林 譲司（たかばやし じょうじ、1950年 - ）は、日本の将棋・囲碁観戦記者で将棋ライター。筆名：信濃桂。
長野県生まれ。1972年日本将棋連盟に入り、『将棋世界』『将棋マガジン』の編集に携わる。1982年に退職。フリーの将棋記者を経て1986年から新聞三社連合の専門記者となる。将棋の王位戦、女流王位戦、囲碁の天元戦、日中天元戦を担当。 

## 著書
- 盤上の攻防―将棋王位戦五十年 神戸新聞総合出版センター 2010年